# يوميتان، أوكيناوا
يوميتان (باليابانية:読 谷 村 يوميتان-سون ؟، الأوكيناوية:Yuntan) هي قرية تقع في منطقة ناكاغامي، محافظة اوكيناوا باليابان.
اعتبارا من ديسمبر 2012، قدر عدد سكان القرية ب 40517 والكثافة السكانية ب 1،200 في كيلومتر مربع وتبلغ المساحة الإجمالية للقرية 35.17 كيلومتر مربع (13.58 ميل مربع).
وقد اعتمدت القرية طائر الفينيق كرمز، والسبب حقيقة يعود إلى أن شكل القرية يشبه الطيور عند التحليق.
زهرة قرية هي البوغانفيليا أي نبات الجهنمية.

## أعلام
- تاتسورو ياموتشي